# Adrapsa
Adrapsa là một chi bướm đêm thuộc họ Erebidae.